# Pitvaros, Csongrád
Pitvaros  este un sat în districtul Makó, județul Csongrád, Ungaria, având o populație de 1.533 de locuitori (2011). 

## Demografie
Componența etnică a satului Pitvaros
     Maghiari (91,31%)
     Slovaci (5,92%)
     Romi (2,08%)
     Necunoscut (0,23%)
     Germani (0,46%)
     Alții (0,23%)
Componența confesională a satului Pitvaros
     Fără religie (22,18%)
     Luterani (6,26%)
     Reformați (6%)
     Necunoscută (64,84%)
     Atei (0,72%)
     Alte religii (0,46%)
Conform recensământului din 2011, satul Pitvaros avea 1.533 de locuitori. Din punct de vedere etnic, majoritatea locuitorilor (91,31%) erau maghiari, existând și minorități de slovaci (5,92%) și romi (2,08%). Apartenența etnică nu este cunoscută în cazul a 0,23% din locuitori. Nu există o religie majoritară, locuitorii fiind persoane fără religie (22,18%), luterani (6,26%) și reformați (6,0%). Pentru 64,84% din locuitori nu este cunoscută apartenența confesională.